# Вера
Ве́ра (праслав. *věra; ст.-слав. вѣра) — признание чего-либо истинным независимо от фактического или логического обоснования, преимущественно в силу самого характера отношения субъекта к предмету веры; убеждённость, глубокая уверенность, в ком- или в чём-либо. Противоположностью к вере является сомнение, скептицизм.

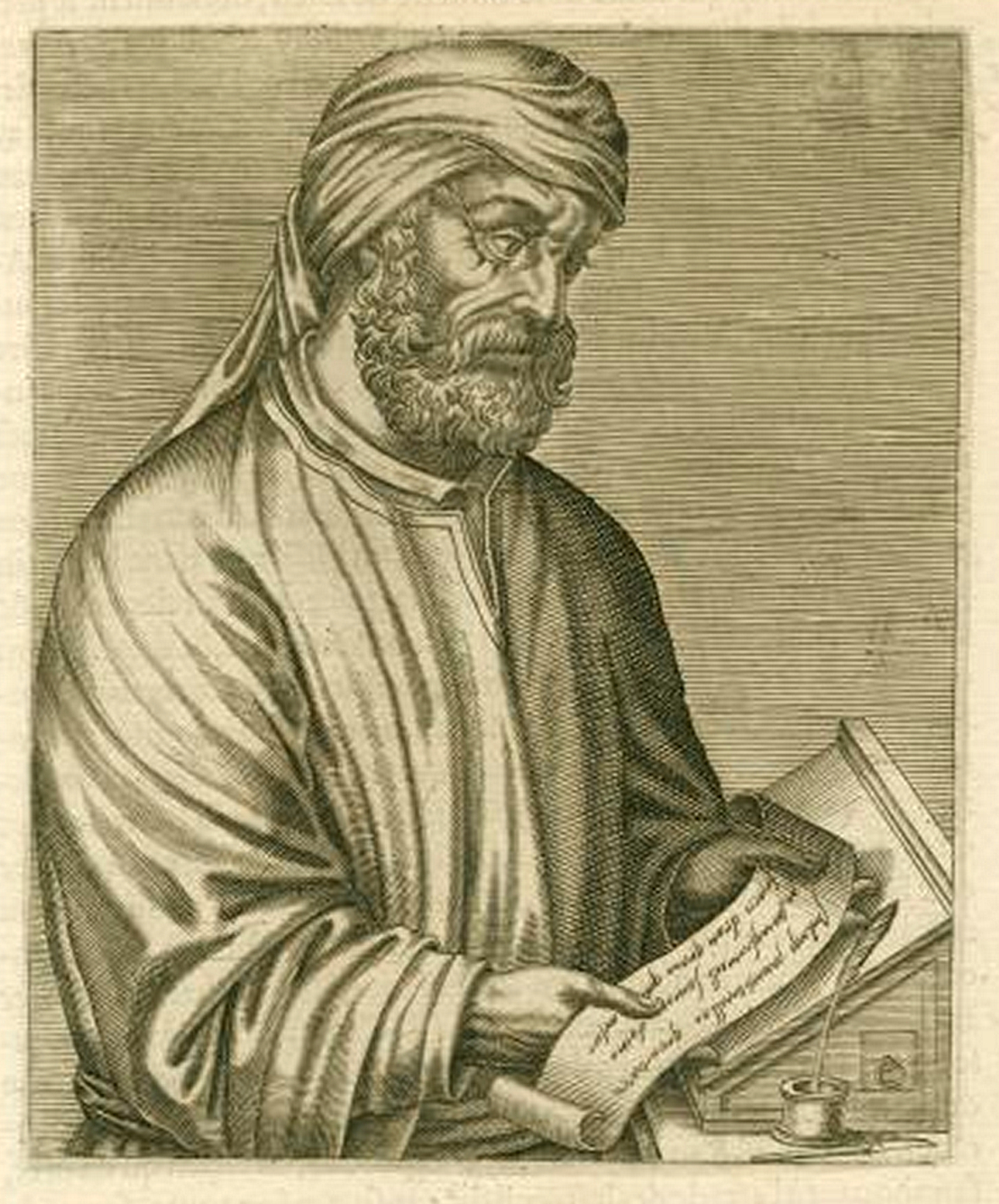
Тертуллиан (на гравюре Нового времени), раннехристианский апологет, на основе высказывания которого возникло выражение «Верую, ибо абсурдно»

Отличительной особенностью познания, реализующегося в вере, является приверженность принципам диалогичности, согласно которым субъект веры активно соотносит самораскрывающийся объект веры с собой. В этом смысле религиозная вера отличается от философского или научного знания не тем, что не вполне аргументирована или уверена в своём предмете, а по способу получения и обоснования своего знания.
В ряде религиозных систем, в частности в христианстве, вера занимает центральную мировоззренческую позицию. В целом, имеет место большое разнообразие оценок влияния, оказываемого верой на жизнь человека и общества. Религиозная вера имеет в качестве своей особенности веру в реальность и субстанциональность сверхъестественного; предмет веры религиозного индивида объективируется, человек убеждён в том, что объектом его веры является не мысль или понятие о Боге, а сам Бог — сверхъестественное как реально существующее.
Вера обусловлена особенностями психики человека. Безоговорочно принятые сведения, тексты, явления, события или собственные представления и умозаключения в дальнейшем могут выступать основой самоидентификации, определять некоторые из поступков, суждений, норм поведения и отношений.
Вера, возможно, является универсальным свойством для человеческой природы и важнейшей составной частью мировоззрения верующего человека; она проникает во все элементы его жизни. Существует мнение, что вера проистекает из потребности человека обмениваться опытом с другими людьми в ходе совместного труда и обобщения опыта. Верующие люди из одного сообщества имеют примерно одни и те же представления о мире, поскольку склонны доверять опыту соплеменников, как прошлому (традиция), так и настоящему. Поэтому веру можно расценить как коллективное представление о мире.

## Этимология
Русское слово «вера» восходит к праслав. *věra (ст.‑слав. вѣра, болг. вя́ра, пол. wiara, чеш. víra), которое в свою очередь является субстантивированной формой женского рода праиндоевропейского прилагательного *wēros (др.-в.-нем. wâr «правдивый, верный», др.-ирл. fír «правдивый, истинный», лат. vērus «истинный, правдивый»).
Слово «вера» («вероучение») также употребляется в смысле «религия», «религиозное учение» — например, христианская вера, мусульманская вера и др.

## Понимание веры
Верующий — религиозный человек, то есть представитель конкретной религии, носитель религиозной модели мира.
В социологии религии различают несколько типов верующих:
- глубоко верующие, у которых религиозная вера играет определяющую роль в их жизни и поведении;
- верующие, у которых религиозная вера занимает второстепенное место в их жизни и слабо мотивирует их поведение;
- колеблющиеся, у которых отсутствует прочная религиозная вера и которые проявляют колебания в отношении выбора между религией и атеизмом, что соответственно отражается и в их поведении[12].

### Христианская трактовка

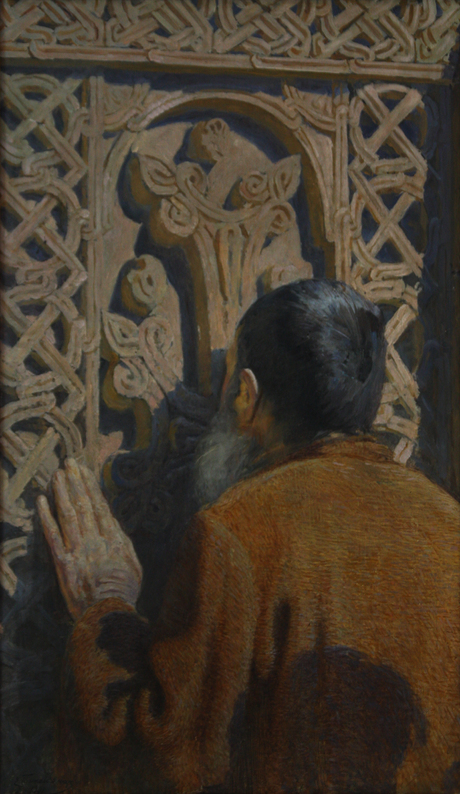
«Поклонение кресту», Е. М. Тадевосян, 1901 год

Религии, как правило, представляют веру как одну из главных добродетелей. В христианстве вера определяется как воссоединение человека с Богом.
В христианской традиции, вера — это уверенность в том, чего до конца не знают и не видели: «уверенность в невидимом, как бы в видимом, в желаемом и ожидаемом, как бы в настоящем».

Вера же есть осуществление ожидаемого и уверенность в невидимом (Евр. 11:1)
В библеистике Нового Завета, вера — основной и необходимый фактор, который, согласно данному писанию, позволяет человеку преодолевать законы природы (например, рассказ о хождении апостола Петра по воде).
«Истинная» вера, по мнению христиан, — это вера, которая не основана на предрассудках и рассматривается как практическое решение проблемы признания наличия принципиально непознаваемых сущностей, высшая из которых — Бог. При этом принципиальная конечность, ограниченность человеческого познания (например, не вызывает сомнения, что невозможно отыскать и зафиксировать на информационных носителях все простые числа, поскольку их бесконечно много, или вычислить все цифры любого из иррациональных чисел и т. д.) считается доказательством необходимости веры, которая трактуется как готовность человека действовать, несмотря на неполноту имеющихся у него знаний. В применении к Богу это означает, что хотя ни один человек никогда не сможет исчерпывающе описать/постичь природу Теофании, однако имеющиеся у верующего «доказательства» истинности Пророка или посланника Божьего[уточнить] достаточны для того, чтобы следовать его заповедям.
Представители патристики говорили о том, что вера так или иначе необходима для жизни на земле. «Не только у нас, которые носим имя Христово, за великое почитается вера, но и все то, что совершается в мире, даже людьми чуждыми Церкви, совершается верою. — На вере утверждается земледелие: ибо кто не верит тому, что соберёт произрастшие плоды, тот не станет сносить трудов. Верою водятся мореплаватели, когда, вверив судьбу свою малому древу, непостоянное стремление волн предпочитают твердейшей стихии, земле, предают самих себя неизвестным надеждам и имеют при себе только веру, которая для них надёжнее всякого якоря».
В христианском богословии вера является боговдохновенным ответом человека на Божье объявление в истории человечества через приход Иисуса Христа и, следовательно, имеет исключительно важное значение.

### Исламская трактовка
Термин иман в значении веры употребляется в Коране более сорока раз. Начиная с VIII века понятие «вера» стало предметом дискуссий и расхождений между различными исламскими богословскими и религиозно-правовыми школами. Выделяли три основных элемента имана:
- словесное признание (кауль) истинности Аллаха, его священных Писаний и посланников (расуль);
- внутреннее согласие, осознание сердцем истинности Аллаха;
- добрые дела, исполнение предписаний ислама и религиозных обязанностей[16].

Ряд течений (мурджииты, хариджиты, ханбалиты) считали приоритетным одно из направлений, другие (асхаб аль-хадис) настаивали на их равной значимости. Мутазилиты ставили знак равенства между верой (иман) и религией (дин).
Современные суннитские и близкие к ним имамитские богословы подразделяют веру на три вида:
- вера на основе традиции;
- вера на основе знания;
- вера как внутренняя убежденность[16].

Исмаилиты делят веру на «внешнюю» (захир) — словесное признание и «внутреннюю» (батин) — убежденность в сердце.

### Интерпретации веры в философии
Атеисты или материалисты (например, Тит Лукреций Кар, К. Маркс, Энгельс, В. И. Ленин) объясняют религиозную веру как порождённую специфическими условиями существования общества, а именно: бессилием людей в процессе их взаимодействия с природной и социальной средой и потребностью в компенсации этого бессилия, в восполнении их отчуждённого бытия иллюзорным потусторонним миром, соответствующим их ценностным установкам (по выражению древнеримского поэта Стация, «рrimus in orbe deos fecit timor» — «страх — вот кто первым богов сотворил»). Теология признаёт религиозную веру неотъемлемым свойством человеческой души или же благодатью, даруемой Богом. В этом смысле вера отличается от разума и/или знания.
Бертран Рассел писал о вере:

Веру можно определить как твердое убеждение в чём-то при отсутствии доказательств. Когда доказательства есть, никто не говорит о вере. Мы не говорим о вере, когда речь идет о том, что дважды два четыре или что земля круглая. О вере мы говорим лишь в том случае, когда хотим подменить доказательство чувством.
Оригинальный текст (англ.)We may define “faith” as a firm belief in something for which there is no evidence. Where there is evidence, no one speaks of “faith.” We do not speak of faith that two and two are four or that the earth is round. We only speak of faith when we wish to substitute emotion for evidence.

Известный американский публицист, ведущий программы «Опыт атеиста» Мэтт Диллаханти высказался по поводу веры (убеждении в чём-либо без доказательств) следующим образом: «Откуда Вы можете знать, что вера — это хорошо… без доказательств?».

## Объекты и субъекты веры
Объекты веры обычно не даны субъекту чувственно и выступают лишь в виде возможности. При этом объект веры представляется существующим в действительности, образно, эмоционально.
В качестве субъекта веры может выступать индивид, социальная группа и общество в целом. Вера отражает не только объект, но главным образом отношение к нему субъекта, а тем самым и общественное бытие субъекта, его потребности и интересы.

## Вера в сверхъестественное
Первоначально магия и религия были одним и тем же. Лишь с возникновением монотеизма начинается борьба религии с магией. При этом устойчивость веры в сверхъестественное основана на её нужности и полезности человеку. В частности, вера в возможность воздействовать на мир при помощи молитв и ритуалов помогает человеку справиться со страхом страдания и смерти. В психологии это называется «иллюзией контроля».
Людям свойственно верить в сверхъестественное, при этом со временем меняется лишь предмет веры. Например, сейчас мало кто верит в фей и эльфов, зато многие верят в НЛО. При этом глубоко религиозные люди очень скептически относятся ко всему паранормальному, их вера направлена лишь на своего бога. Зато те, кто редко посещает церковь (1-2 раза в год), склонны посещать экстрасенсов, интересоваться гороскопами и т. п.